# Форнони, Джакомо
Джакомо Форони (итал. Giacomo Fornoni, 26 декабря 1939, Громо, Королевство Италия — 26 сентября 2016, Роджено, Италия) — итальянский велогонщик, чемпион летних Олимпийских игр в Риме (1960).

## Спортивная карьера
В молодости он переехал со своей семьей в район Лекко.
На летних Олимпийских играх в Риме (1960) стал обладателем золотой медали в командной раздельной гонке на 100 км.
С 1961 по 1969 г. выступал как велогонщик-профессионал. Выступал за команду «Molteni», победив в трёх гонках, включая «Трофео Баракки» (1964) в паре с Джанни Моттой. Четырежды стартовал в «Джиро д’Италия», лучшее место — 51-е (1965). Трижды участвовал в гонках в Милан — Сан-Ремо и Джиро Ломбардии. На чемпионате мира по трековому велоспорту 1963 года в Рокуре был четвертым в индивидуальной гонке преследования среди профессионалов.
После завершения спортивной карьеры открыл с женой семейный ресторан «5 колец», названный в честь олимпийской победы 1960 г.
В 2015 г. был награжден Золотой цепью спортивных заслуг Италии.

## Достижения
1960
1-й  Олимпийские игры в командной раздельной гонке (с Ливио Трапе, Антонио Байлетти и Оттавио Кольяти)
1961
2-й Трофео Баракки (c Баттиста Бабини)
1962
3-й GP Forli
8-й Гран-при Наций
1964
1-й Трофео Баракки (c Джанни Мотта)
1968
1-й на этапе 1 Cronostafetta

## Статистика выступлений на Гранд-турах
| Гонка           | 1961 | 1962 | 1963 | 1964 | 1965 | 1966 | 1967 |
| --------------- | ---- | ---- | ---- | ---- | ---- | ---- | ---- |
| Джиро д’Италия  | НФ   | НФ   | 80   | НФ   | 51   | 81   | НФ   |
| Тур де Франс    | —    | —    | НФ   | —    | 89   | НФ   | —    |
| Вуэльта Испании | —    | —    | —    | —    | —    | —    | —    |

| —  | Не участвовал  |
| НФ | Не финишировал |